# デビルズリバーの狼少女

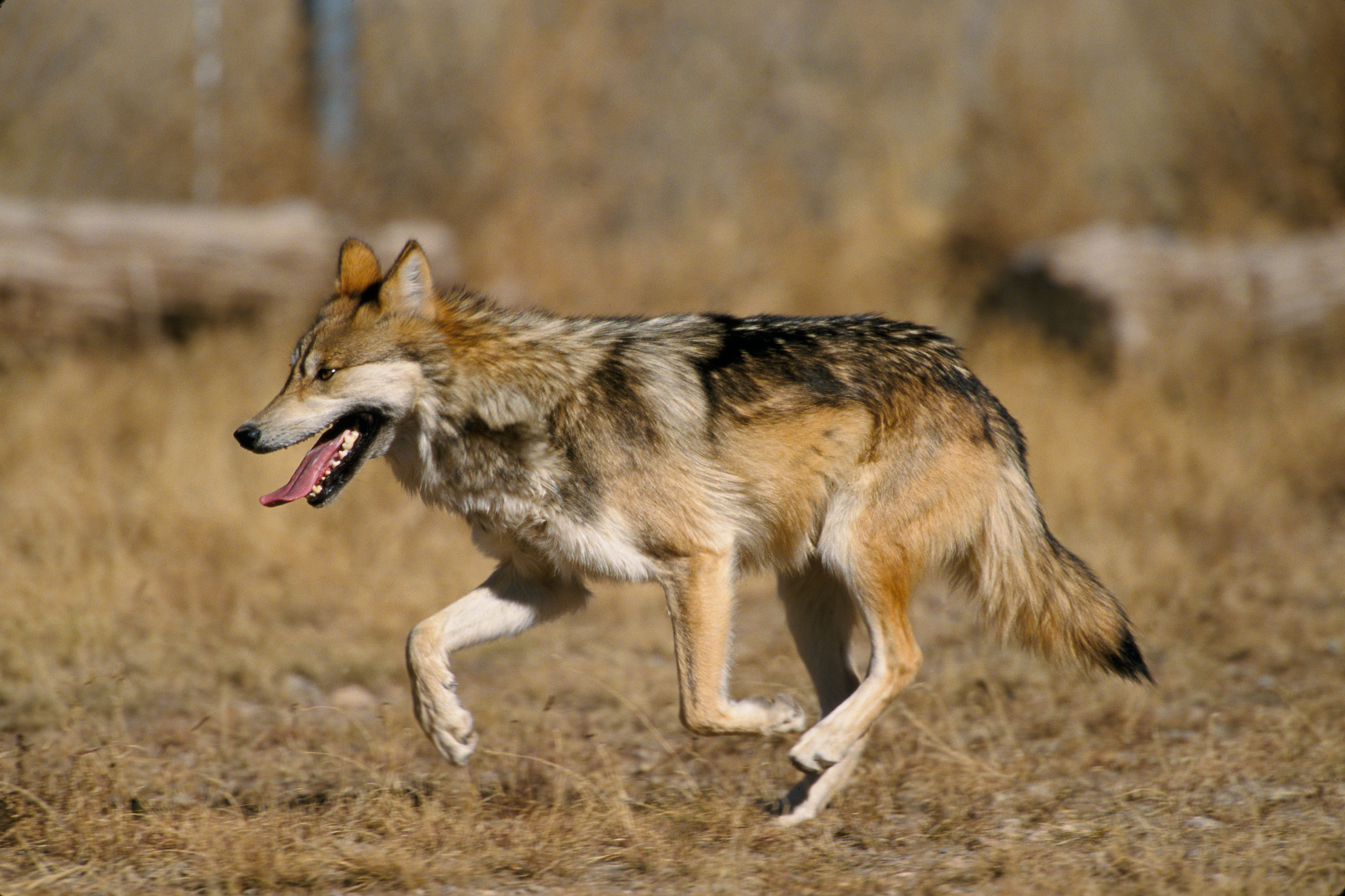
メキシコオオカミ

デビルズリバーの狼少女（The Lobo Wolf Girl of Devil's River）は1845年にメキシコで目撃された野生児である。

## 概要
1845年、デビルズリバー（Devil's River）の近くで、ある少年がヤギを襲っているメキシコオオカミの群の中に10歳前後の女の子がいることを目撃した。それから1年も経たないうちに、サンフェリペ（San Felipe）でメキシコ人女性が2頭の大きなオオカミと女の子が殺したばかりのヤギをむさぼっているのを発見した。すぐに女の子は四つ足で逃げはじめ、やがて二本足で走って逃げ去った。
捜索3日後、散々暴れた末、女の子はハンターに取り押さえられ、近くの牧場の納屋に連れて行かれ、保護された。すると彼女は遠吠えのような声をあげ始めた。やがて数多くのオオカミの群れが現れて牧場の家畜を襲いはじめた。驚いたハンター達が銃で応戦している最中、女の子は混乱に乗じて逃げてしまった。
1852年、エルパソの住民が川の砂州で2匹のオオカミの子に授乳している少女を目撃したが、すぐにオオカミを連れて逃げてしまった。それを最後に、行方不明となってしまった。
彼女は1835年5月に、デビルリバーで産まれたデント夫婦（John Dent & Mollie Dent）の子と推測されている。夫婦は不慮の事故で亡くなり、娘はオオカミに襲われて死亡したとされていた。
アーンスト・ベーコンのピアノ曲『The Lobo Girl of Devil's River』(1967)はこの実話を元に作曲された。